# فهرست نهادهای حسابداری ایران
نهادهای حسابداری ایران در سه گروه:
الف) نهادهای دولتی/عمومی حسابداری ایران
ب) انجمن‌های علمی حسابداری ایران
پ) انجمن‌های حرفه‌ای حسابداری ایران

## الف) نهادهای دولتی/عمومی
- سازمان بورس و اوراق بهادار
- دیوان محاسبات کشور
- سازمان حسابرسی:

1. کمیته تدوین استانداردهای حسابداری
2. کمیته تدوین استانداردهای حسابرسی
3. کمیته تدوین استانداردهای حسابداری دولتی
4. واحد حسابرسی عملیاتی

## ب) انجمن‌های علمی حسابداری در ایران
- انجمن حسابداری ایران
- کانون سراسری انجمن صنفی کارفرمایی حسابداری
- انجمن حسابداری مدیریت ایران

## پ) انجمن‌های حرفه‌ای حسابداری در ایران
- انجمن حسابداران خبره ایران
- جامعه حسابداران رسمی ایران
- انجمن حسابرسان داخلی ایران
- کانون سراسری انجمن صنفی کارفرمایی حسابداری
- انجمن مدیران مالی
- جامعه مشاوران رسمی مالیاتی ایران